# 프란츠 폰 홀츠하우젠
프란츠 폰 홀츠하우젠(Franz von Holzhausen)은 미국의 자동차 디자이너이다. 2008년부터 테슬라에서 디자인을 담당하고 있다.

## 경력
1992년에 폭스바겐에서 경력을 시작하여 J 메이의 디자인 책임자인 "콘셉트 원"으로 알려진 마이크로버스 및 뉴 비틀 개념 프로젝트의 디자인 작업을 수행했다.
2000년에 그는 디자인 관리자로 GM으로 이동하여 세턴 스카이와 폰티악 솔스티스를 디자인했다.
2005년에는 마쓰다에서 디자인 책임자로 일했다. 그는 2006년 북미 국제 모터쇼에서 데뷔한 Mazda Kabura 컨셉트카와 디트로이트에서 열린 2008년 북미 국제 오토쇼에서 공개된 Mazda Furai 컨셉트카의 디자인을 주도했다.
2008년 그는 전기 자동차 회사인 테슬라에 입사했다. 그는 모델S, 모델X, 모델3, 모델Y를 포함한 테슬라의 차량을 설계한 것으로 유명하다.